# ウィリアム・ホイットフィールド
ウィリアム H. ホイットフィールド（William H. Whitfield、1804年11月11日 – 1886年2月14日）は、アメリカ合衆国の商船長・政治家である。マサチューセッツ州議会議員を務めた。マサチューセッツ州フェアヘイヴンに生まれ、1841年に漁船の難破で遭難していた14歳の中浜万次郎（ジョン万次郎）を救出し、彼が1847年に帰国するまで育ての親となったことで主に知られている。

## 生涯と経歴
マサチューセッツ州フェアヘイヴン (Fairhaven) 出身。母のシビル (Sybil)・ホイットフィールドは未婚女性で、母方の祖父パーネル (Parnel) に育てられた。叔父のジョージ (1789年–1882年) と同様、捕鯨船船長への道を歩み、1819年、15歳のときに叔父が船長を務めるマーサ (Martha) 号の船員となり、やがてパシフィック号の操舵手、ミズーリ号の二等航海士、ウィリアム・トンプソン号の一等航海士を務めた。1835年、コネチカット (フェアヘイヴン) のルース・Cというアイルランド人女性と結婚。その後ニューアーク (Newark) 号の船長として太平洋に向け出港するも、航海中の1837年5月、ルースが死去したことを知らされた。妻の死に打ちのめされ、1838年にフェアヘイヴンに帰港するまでは1年間も引きこもり状態となった。
1839年、マサチューセッツ州ブリッジウォーターのアルベルティーナ・キース (Albertina Keith) と婚約した。程なく捕鯨船ジョン・ホーランド (John Howland) 号の船長として日本近海に向けて航海を再開し、1841年6月27日、無人島の鳥島で難破して遭難していた5人の日本人漁師と遭遇した。その中には14歳だった万次郎がいた。ホイットフィールドは彼らを乗船させ、万次郎は給仕として働き、基礎的な英語を急速に身につけた。1841年10月、クジラ漁の季節が終わると、ジョン･ホーランド号はホノルルに向けて航海した。彼らのうち4人は現地で職を見つけたが、万次郎はホイットフィールドの元に残り、フェアヘイヴンまで航海を続けさせてほしいと願った。ホイットフィールドもまたこの少年に惹かれはじめていて、養子のごとく思うようになっていた。1843年5月、ジョン･ホーランド号はフェアヘイヴンに帰港した。万次郎はアメリカでの最初の夜を、チェリー･ストリート (Cherry Street) のホイットフィールドの家で彼の家族とともに過ごした。それから間もなくホイットフィールドはニューヨーク州スキーピオ (Scipio) にある叔父ジョージの家に行き、1843年5月31日、そこでアルベルティーナと結婚した。その間、彼は万次郎を友人のエベン・エイキン (Eben Akin) の家に下宿させ、地元の教師ジェーン・アレン (Jane Allen) に請うて、秋期から学校教育を受けるための準備として万次郎の家庭教師をしてもらった。
ホイットフィールドとアルベルティーナが結婚した後、万次郎は初めはフェアヘイヴンのチェリー･ストリートの家で、後にスコンチカット・ネック (Sconticut Neck) にあるホイットフィールド家の農場で、家族の一員として彼らとともに生活した。1844年、ホイットフィールドはウィリアム・アンド・エリザ (William and Eliza) 号の船長として航海を再開したが、その最中の1846年、スコンチカット・ネックの農場で2歳の息子ウィリアム･ヘンリーが亡くなった。ホイットフィールドとアルベルティーナの間には、他にマーセラス・ポスト (Marcellus Post、1849年–1926年)、シビル･マーサ (Sibyl Martha、1851年–1894年)、アルベルティーナ・プラット (Albertina Pratt、1853年–1876年) の三人の子供がいた。ホイットフィールドは引退するまで、グラディエーター (Gladiator) 号、ヒベルニア号 (Hibernia) 号、また自身の持ち船である二本マストの帆船などで、船長として何度か航海をした。晩年は地元の政治家として活躍し、1871年から1873年まではフェアヘイヴンのセレクトマン (行政執行機関の委員)、1872年から1873年まではマサチューセッツ州州議会の議員を務めた。
1886年2月14日、チェリー･ストリート11の自宅で死去。享年81。アルベルティーナも4年後に後を追った。遺体はフェアヘイヴンのリバーサイド共同墓地に、4人の子供および前妻のルースとともに埋葬されている。

## 遺産

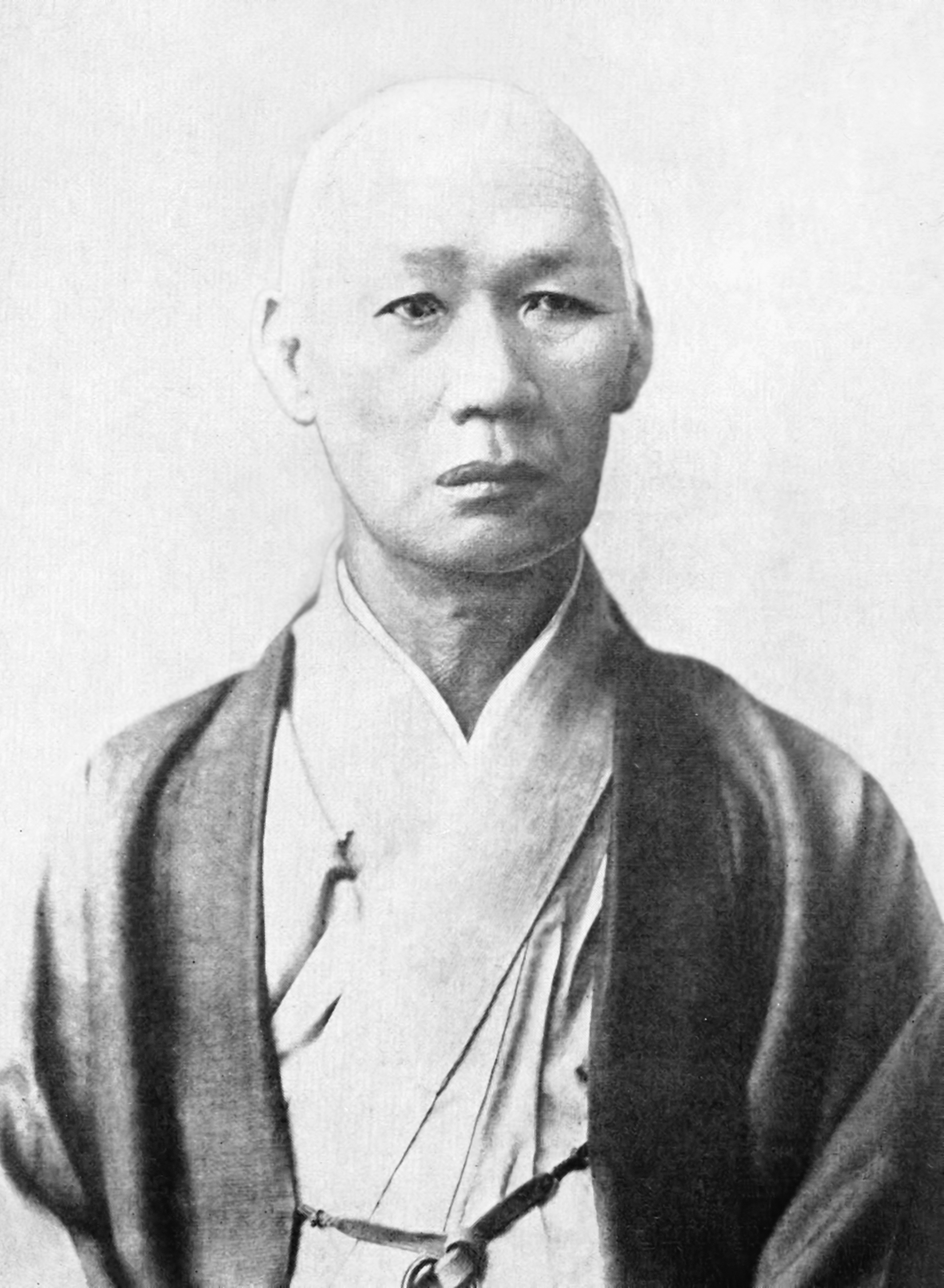
晩年の中浜万次郎

中浜万次郎は日本に帰国するため1847年にフェアヘイヴンを去ったが、同地でホイットフィールド家や地元の人々から受けた恩を忘れることはなかった。日本では彼の英語能力やアメリカで受けた教育により、幕府直参の旗本に取り立てられた。1860年に、フェアヘイヴンを離れてからの生活を物語るためにホイットフィールドに宛てて書いた長文の手紙は、以下のような言葉から始まっている。
誇るべき友へ。こうして一筆啓上する機会を得ることができ、本当に嬉しく存じます。私のほうは何も変わりありません。そちらはご息災でしょうか。いつかまたお目にかかることができれば、何と幸せなことでしょう。アメリア夫人にも、何卒よろしくお伝えください。また皆様にお目にかかりたく存じます。船長殿、ご子息たちに捕鯨の仕事をさせてはいけません。彼らは日本にお送りください。お望みであれば、私が面倒を見させていただきます。そのときはぜひお知らせください。私がそのための準備を整えます。
1870年、万次郎は普仏戦争視察団の一員として、軍事技術を学ぶためヨーロッパに派遣された。その帰路アメリカに立ち寄り、ワシントンで表敬を受けた後、ホイットフィールドやその家族とともに過ごしたあのスコンチカット・ネックの農場に汽車で向かった。万次郎の死から20年後、彼の長男は父がフェアヘイヴンの人々から受けた援助と教育への感謝の印として、14世紀に作られた日本刀を寄贈した。この刀は1918年7月4日にホイットフィールドの墓所で献花式が行われた後、駐米日本大使から贈呈された。当時のマサチューセッツ州副知事カルビン・クーリッジが述べた歓迎の祝辞は、以下のように結ばれている。
この剣は、かつては地位や身分や専制的階級の象徴だったが、ホイットフィールド船長が真の人道主義を示し、日本の少年が真の義務感を示したことにより、今や新しい意義を帯びている。 
1987年、後に日本国の天皇となる皇太子明仁がフェアヘイヴンのホイットフィールドの墓所に参拝した。現在でも、日本人観光客が墓地を訪れ捧げ物をしている。1987年12月には、フェアヘイヴンの使節団が万次郎の出身地である高知県土佐清水市を訪れ姉妹都市に調印し、ホイットフィールド・万次郎友愛会 (Whitfield-Manjiro Friendship Society) の設立へとつながった。2007年、ホイットフィールドの屋敷が老朽化し売りに出された。これを聞いた日本の友愛会の会員らは、フェアヘイヴンへの贈り物として、屋敷を購入し修復するための募金を集めた。この屋敷はジョン万次郎のフェアヘイヴンでの生活を紹介する博物館として、2009年5月7日に開館した。開館式には日本からの募金の寄付者100人と、ニューヨークとボストンの日本総領事、またホイットフィールド家と中浜家の五世と六世の子孫らが出席した。

## 関連書籍
- ベンフィ・クリストファー (Benfey, Christopher) 2003年 "Floating World", Chapter 1 of The Great Wave: Gilded Age Misfits, Japanese Eccentrics, and the Opening of Old Japan. Random House. ISBN 0375503277. Excerpt published in The New York Times retrieved 12 February 2018.
- アーボン・スティーヴ (Urbon, Steve) 2015年5月3日  "Manjiro and Whitfield in the same photo? It may be a first". (万次郎とホイットフィールドが同じ写真に？ 初めて発見されたものかも) The Standard-Times. Retrieved via SouthCoastToday.com 12 February 2018.